# Den gamla dansbanan
Den gamla dansbanan är en sång skriven av Annette Berggren-Hessel 1948 i Bronx. Den handlar om en dansbana i Hemsjö utanför Alingsås, och spelades första gången i Sveriges Radio i februari 1949, i programmet Frukostklubben. Den spelades in på skiva samma år på skivbolaget Sonora. 2013 hördes den i Svenska Naturskyddsföreningens informationsfilm.
Under perioden 5 augusti-7 oktober 1973 låg en inspelning med Ove Köhler på Svensktoppen i tio veckor.

### Fotnoter
1. ↑  Elina Sorri (16 juli 2013). ”I väskan fanns melodin”. Arbetarbladet. Arkiverad från originalet den 23 oktober 2013. https://web.archive.org/web/20131023133144/http://arbetarbladet.se/slaktvanner/1.6083453-i-vaskan-fanns-melodin?m=print. Läst 1 augusti 2013.
2. ↑  ”Svensktoppen 1973”. Sveriges Radio. 27 februari 1973. http://sverigesradio.se/diverse/appdata/isidor/files/2023/3471.txt. Läst 1 augusti 2013.